# پی‌اس‌ای ایرلاینز
پی‌اس‌ای ایرلاینز (به انگلیسی: PSA Airlines) یک شرکت هواپیمایی با کد یاتا OH است که در ۱۹۸۰ میلادی تأسیس شده و در ۱۹۹۵ فعالیتش را آغاز کرده‌است. دفتر مرکزی پی‌اس‌ای ایرلاینز در وندالیا، اوهایو، ایالات متحده آمریکا واقع شده‌است و به ۶۸ مقصد، پرواز انجام می‌دهد.